# Before the Flood
Before the Flood és una pel·lícula documental de 2016 sobre l'escalfament global i dirigida per Fisher Stevens. Va ser produïda en col·laboració entre Stevens, Leonardo DiCaprio, James Packer, Brett Ratner, Trevor Davidoski i Jennifer Davisson Killoran. Martin Scorsese és el productor executiu.
La pel·lícula fou premiada al Toronto Festival de cinema Internacional el setembre de 2016, i va ser llançat als cinemes el 21 d'octubre, abans de sortir en el Canal Geogràfic Nacional el 30 d'octubre de 2016. Com a part del compromís del Nacional Geogràfic en donar cobertura al canvi climàtic, el documental està disponible i gratuït en diverses plataformes.

## Context
A l'estrena europea a Londres, l'octubre de 2016, DiCaprio va introduir la pel·lícula de la manera següent:
| « | Before The Flood és el producte d'un increïble viatge de tres anys que es va dur a terme amb el co-creador i director Fisher Stevens. Vam anar a tots els racons del món per documentar els impactes devastadors del canvi climàtic i vam qüestionar la capacitat de la humanitat per revertir el que pot ser el problema més catastròfic al que la humanitat s'ha enfrontat mai. Tots els testimonis d'aquest viatge ens mostren que el clima del nostre planeta està molt interconnectat i es troba a punt de ruptura urgent. ... Vam voler crear una pel·lícula que va donar a la gent un sentit d'urgència, per fer entendre quines coses particulars poden resoldre aquest problema. Es va plantejar la qüestió d'un impost sobre el carboni, per exemple, que no he vist en molts documentals. Bàsicament, influir en una economia capitalista per tractar d'invertir en les energies renovables, per portar menys diners i subvencions cap a les companyies petrolieres. Aquestes són les coses que realment poden fer una enorme diferència ... Hem de fer servir el nostre poder de vot ... No ens podem permetre tenir líders polítics que no creuen en la ciència moderna o en el mètode científic o en les veritats empíriques ... No ens podem permetre perdre el temps amb persones en el poder que opten per creure en un 2 percent de la comunitat científica que bàsicament està comprada per grups de pressió i companyies petrolieres. | » |

## Contingut
El documental mostra la visita de Dicaprio a diferents regions del món on explora l'impacte de l'home sobre l'escalfament global. Com a narrador, DiCaprio comenta aquests encontres així com filmacions d'arxiu. DiCaprio referencia repetidament un tríptic del segle xv fet per Hieronymus Bosch, El jardí de les delícies, que va tenir penjat sobre el seu bressol quan era un infant, i que utilitza com una analogia sobre el rumb del món present cap a una potencial ruïna com es descriu en el tercer plafó final d'aquest. La pel·lícula també documenta, en part, la producció de la pel·lícula de 2015 de DiCaprio The Revenant.
Els comentaris i les investigacions de DiCaprio estan enfocats extensament sobre la denegació de l'escalfament global, fet majoritàriament per grups de pressió corporatius i polítics dels Estats Units.

## Repartiment
Juntament amb DiCaprio, participen en el documental Barack Obama, Papa Francis, Sunita Narain, Anote Tong, John Kerry, Elon Almesc, Alejandro Inarritu, Piers Venedors i Johan Rockström. També participa un català, Enric Sala, biòleg marí natural de Girona que treballa per a National Geographic.

### Recolzaments
| Premi                                | Data de cerimònia     | Categoria                  | Destinatari(s)                     | Resultat  |
| ------------------------------------ | --------------------- | -------------------------- | ---------------------------------- | --------- |
| Evening Standard British Film Awards | 8 de desembre de 2016 | Millor documental          | Before the flood                   | Guanyador |
| Hollywood Film Awards                | 6 de novembre de 2016 | Premi Hollywood Documental | Leonardo DiCaprio i Fisher Stevens | Guanyador |

## Banda sonora
La banda sonora de la pel·lícula va ser escrita i interpretada per Mogwai, Trent Reznor, Atticus Ross, i Gustavo Santaolalla.